# 성흔의 퀘이사
성흔의 퀘이사는 일본의 애니메이션이다.

## 스토리
이 애니는 일본 동방 정교회 학교인 세인트 미하일 학교에서 현재 학장의 딸인 같은반 학생 츠치도 미유리와 2인자 카츠라기 하나에게 따돌림과 괴롭힘으로부터 견뎌내는 오리베 마후유와 야마노베 토모의 학교 생활 이야기이다.
어느 날 여 주인공 둘이 통학하는 동안 의식 불명 상태인 러시아 태생 알렉산더 니콜라이비치 헬, 일명 "사샤"를 간호하게 되고 건강을 되찾고 난 후
마후유와 토모의 삶은 급격히 변한다. 그 즉시 사샤는 그들을 괴롭히는 자들을 격퇴함으로써 마후유와 토모에게 빚을 갚는다. 그러나 세계 비밀 조직인 아토스로부터 사루이스의 성신녀를 빼앗기 위해 학교를 전란에 휩싸이게 하는 것도 아랑곳 하지 않는 아데프트의 퀘이사를 격퇴하는 서막에 지나지 않았다.